# Lista de regiões intermediárias das metrópoles do Brasil por PIB
Esta é a lista de regiões geográficas intermediárias das metrópoles do Brasil por produto interno bruto (PIB) nominal, isto é, a soma do PIB nominal de todos os municípios que compõem as áreas articuladas pelas metrópoles brasileiras, com base nos dados de 2017 do Instituto Brasileiro de Geografia e Estatística (IBGE).
Metrópole é uma cidade que polariza uma complexa rede de municípios, exercendo influências de ordem econômica, política e sociocultural. Em 2017, havia no Brasil doze metrópoles: São Paulo, classificada como grande metrópole nacional; Rio de Janeiro e Brasília, que são metrópoles nacionais; e Manaus, Belém, Fortaleza, Recife, Salvador, Belo Horizonte, Goiânia, Curitiba e Porto Alegre, classificadas como metrópoles regionais. No ano de 2020, o IBGE divulgou o estudo sobre as Regiões de Influência das Cidades (REGIC) 2018, que classificou as cidades de Campinas, Vitória e Florianópolis como metrópoles regionais, elevando o total de metrópoles no Brasil para quinze.

## Listagem

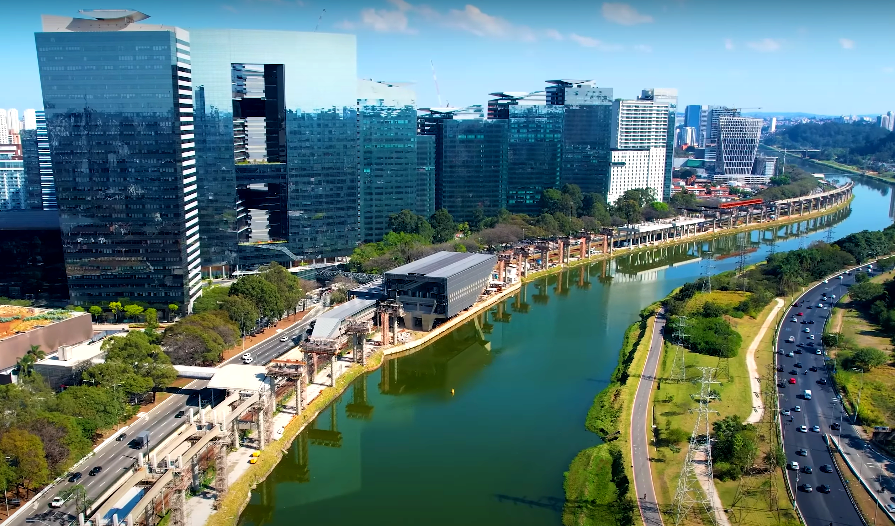
São Paulo é a metrópole mais rica do Brasil.

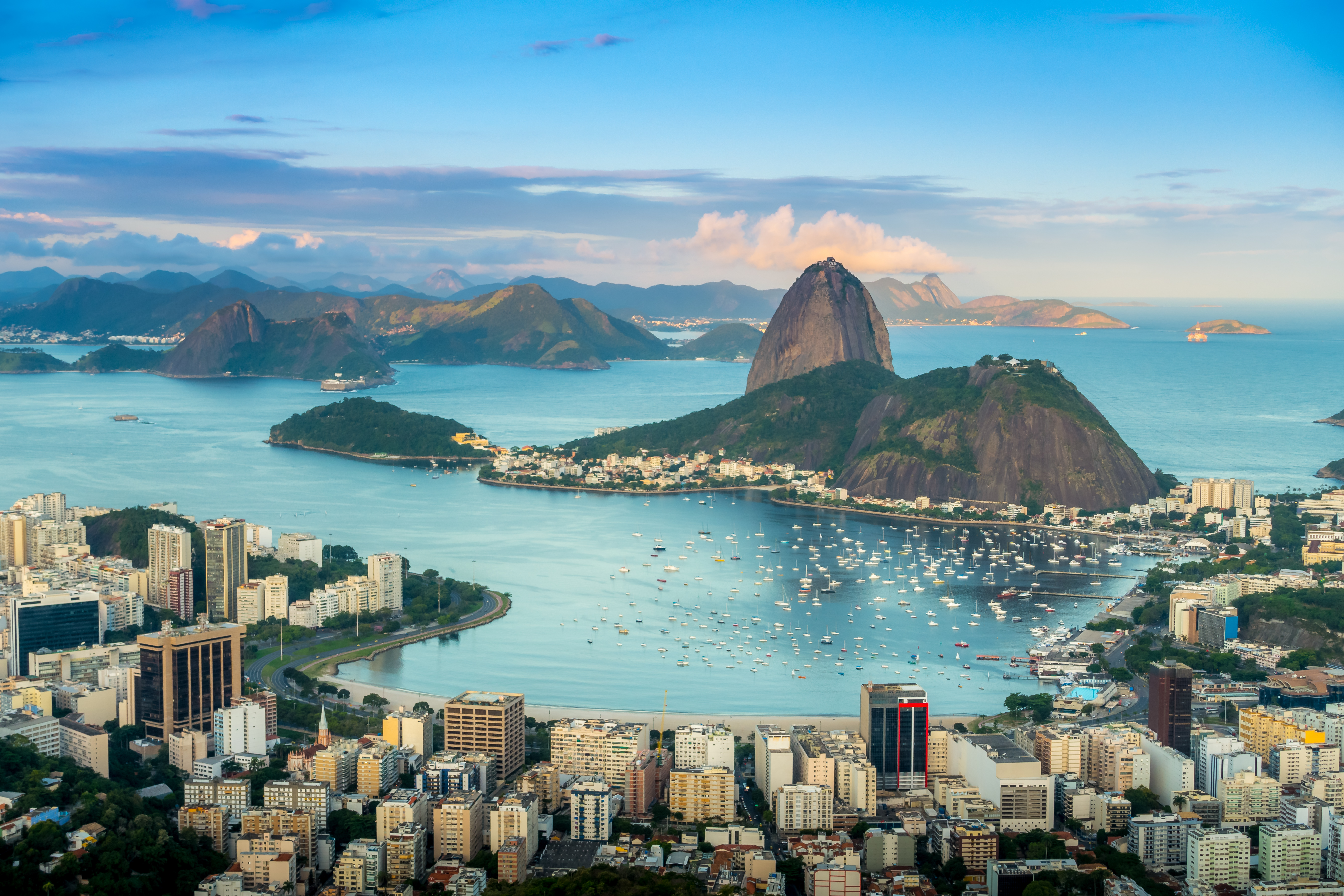
Rio de Janeiro é a metrópole com o segundo maior PIB do país.

| Posição | Região geográfica intermediária | Unidade federativa | PIB nominal (2017) | Região       |
| ------- | ------------------------------- | ------------------ | ------------------ | ------------ |
| 1       | São Paulo                       | São Paulo          | R$ 1,202 trilhão   | Sudeste      |
| 2       | Rio de Janeiro                  | Rio de Janeiro     | R$ 521,657 bilhões | Sudeste      |
| 3       | Brasília                        | Distrito Federal   | R$ 244,682 bilhões | Centro-Oeste |
| 4       | Belo Horizonte                  | Minas Gerais       | R$ 213,372 bilhões | Sudeste      |
| 5       | Porto Alegre                    | Rio Grande do Sul  | R$ 198,678 bilhões | Sul          |
| 6       | Curitiba                        | Paraná             | R$ 173,505 bilhões | Sul          |
| 7       | Recife                          | Pernambuco         | R$ 135,014 bilhões | Nordeste     |
| 8       | Salvador                        | Bahia              | R$ 126,745 bilhões | Nordeste     |
| 9       | Goiânia                         | Goiás              | R$ 108,989 bilhões | Centro-Oeste |
| 10      | Fortaleza                       | Ceará              | R$ 101,994 bilhões | Nordeste     |
| 11      | Manaus                          | Amazonas           | R$ 81,036 bilhões  | Norte        |
| 12      | Belém                           | Pará               | R$ 55,217 bilhões  | Norte        |